# Ardelles
Ardelles – miejscowość i gmina we Francji, w Regionie Centralnym, w departamencie Eure-et-Loir.
Według danych na rok 1990 gminę zamieszkiwało 155 osób, a gęstość zaludnienia wynosiła 15 osób/km² (wśród 1842 gmin Regionu Centralnego Ardelles plasuje się na 982. miejscu pod względem liczby ludności, natomiast pod względem powierzchni na miejscu 1131.).